# Rapportörgen
Rapportörgener är gener som kan användas vid genetiska och biologiska analysmetoder. Rapportörgener uttrycker enzymer som är lätta att mäta, ofta med relativt enkla medel. Anledningen till att man vill använda dessa gener är att man kan koppla dem till olika cellbiologiska processer, exempelvis genuttryck.
Exempel på rapportörgener är lacZ från E. coli-bakterien, som kodar för beta-galaktosidas, ett enzym som kan användas för att bryta ner färgämnen, vilket är användbart vid exempelvis blåvit screening. Andra kända exempel är genen från eldflugor som kodar för det ATP-konsumerande fluorescerande enzymet luciferas, samt grönt fluorescerande protein (GFP), vars ursprung är självlysande maneter.